# Kościół Najświętszego Serca Pana Jezusa w Gródku (diecezja drohiczyńska)

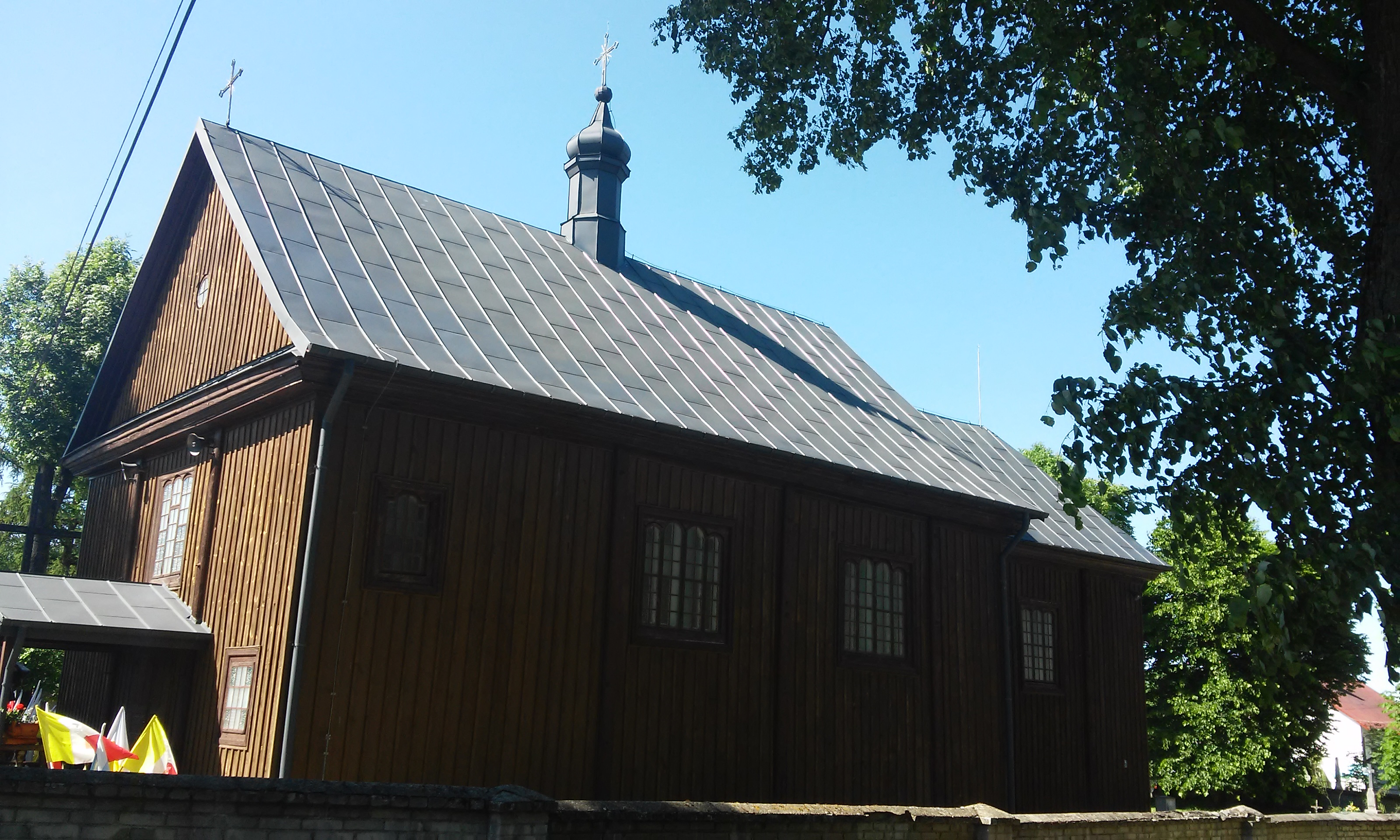
Widok świątyni od południa

Kościół Najświętszego Serca Pana Jezusa – rzymskokatolicki kościół w Gródku, w dekanacie Drohiczyn diecezji drohiczyńskiej. Wzniesiony jako cerkiew unicka, następnie prawosławna.

## Historia

### Pierwsza cerkiew
Unicka cerkiew w Gródku została ufundowana przez biskupa płockiego Wojciecha Baranowskiego w 1604. Trzy lata później biskup nadał jej dwie włóki ziemi. Uposażenie to było powiększane przez biskupów płockich, którzy pozostawali do 1805 kolatorami parafii. Patronem świątyni był św. Mikołaj z Miry. Opis cerkwi z 1726 wskazuje, że był to budynek drewniany, z opadającą wskutek braku remontów kopułą, kryty gontem. Znajdował się w nim ikonostas z rzędami ikon namiestnych, świątecznych i Deesis oraz carskimi wrotami z położoną nad nimi ikoną typu Acheiropoietos. W cerkwi znajdowały się trzy ołtarze - główny i boczne św. Eliasza i św. Jana. W prezbiterium na stole ofiarnym przechowywano trzy ikony prawosławne ("moskiewskie obrazy"), poza nimi w świątyni było jeszcze 10 różnych wizerunków świętych.

### Cerkiew z 1743
Nową cerkiew wzniesiono w Gródku w 1743, ponownie z fundacji biskupów płockich. Czternaście lat później opisywano ją jako świątynię drewnianą, krytą gontem, z dwiema wieżami zwieńczonymi żelaznymi krzyżami oraz kopułą z sygnaturką. W kopule znajdowały się dwa dzwony. W ołtarzu głównym świątyni znajdował się obraz przedstawiający Koronację Marii w metalowej sukience. Do cerkwi wstawiono jednorzędowy ikonostas z wizerunkami archaniołów Gabriela i Michała (po jednym na każdych drzwiach diakońskich), św. Jozafata i św. Bazylego. W kolejnym opisie cerkwi z 1789 wskazano, iż dach i kopuła świątyni wymagały reparacji. Z ikonostasu pozostały jedynie obrazy św. Bazylego i św. Jozafata. We wnętrzu znajdowały się również ołtarze boczne Matki Bożej, Chrystusa Zbawiciela, św. Eliasza i św. Mikołaja. Na terenie przylegającym do cerkwi znajdował się cmentarz. W 1839 stan techniczny świątyni oceniano jako zły, grożący zawaleniem.
W 1875, wskutek likwidacji unickiej diecezji chełmskiej, cerkiew w Gródku stała się świątynią prawosławną. W Gródku doszło do protestów przeciwko przymusowej konwersji, a proboszcz Klemens Wasilewski został w 1874 wywieziony w głąb Rosji, podobnie jak dwóch innych wiernych.

### Kościół
Po wydaniu w 1905 ukazu tolerancyjnego oporni unici z Gródka przyjęli katolicyzm w obrządku łacińskim. Cerkiew prawosławna działała w miejscowości do 1915. W wymienionym roku przejęli ją katolicy, w 1918 dokonując rekoncyliacji. W 1919 w Gródku erygowana została parafia rzymskokatolicka Najświętszego Serca Pana Jezusa. W 2001 miał miejsce remont kościoła.

## Architektura

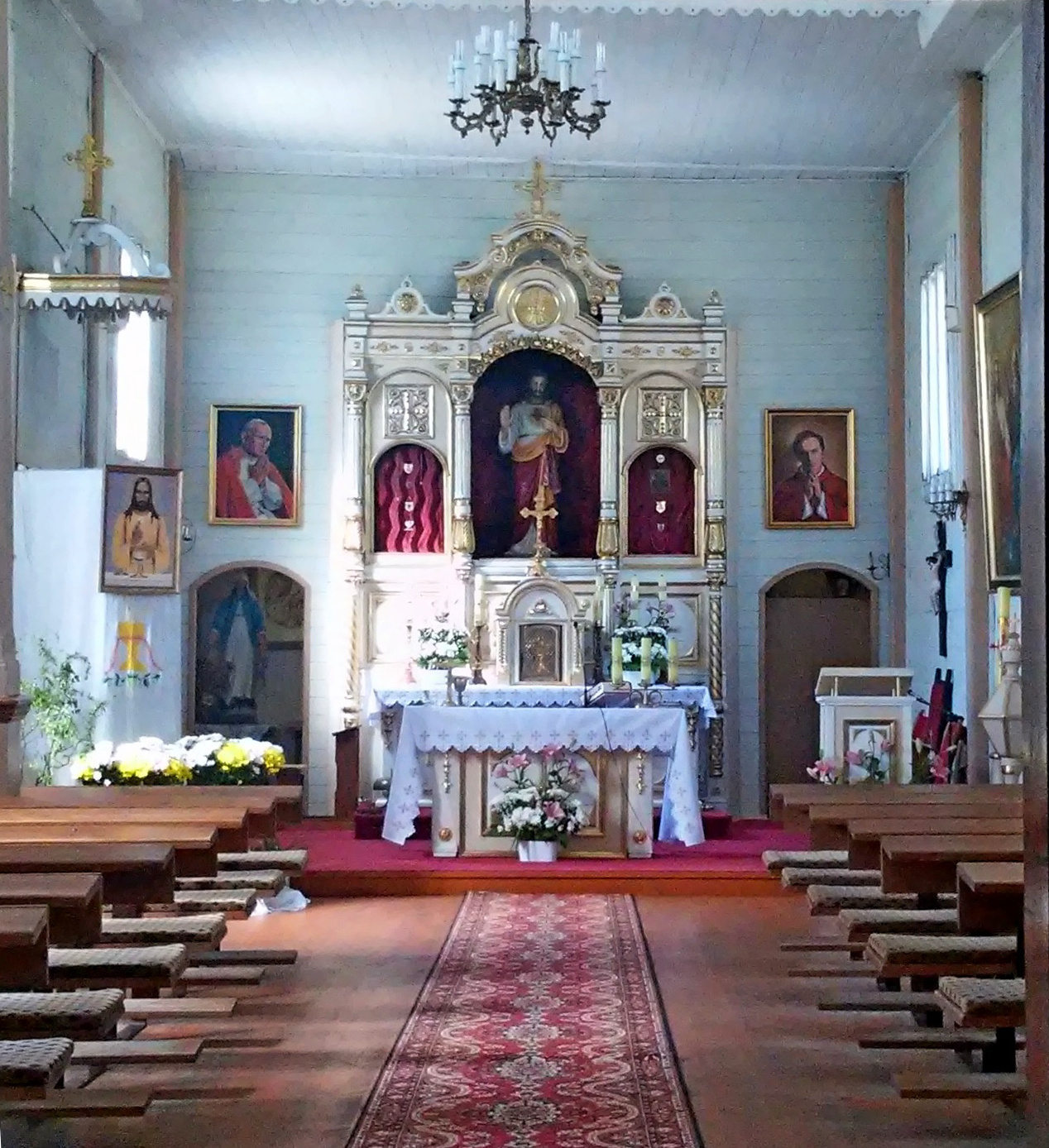
Wnętrze świątyni

Kościół w Gródku jest orientowany, jest to budowla drewniana o konstrukcji zrębowej wzmocnionej lisicami, trójdzielna. Korpus świątyni został zbudowany na planie prostokąta i przykryta dachem dwuspadowym, prezbiterium również jest prostokątne, kryte dachem trójspadowym, zaś nad przylegającą do niego zakrystią znajduje się dach pulpitowy. Na kalenicy dachu znajduje się sygnaturka. Fasadę dawnej cerkwi zdobi szeroki gzyms okapowy, prostokątne okna posiadają opaski. Wnętrze kościoła podzielone jest na nawy dwoma rzędami czworobocznych filarów na wysokich cokołach.
Ołtarz w świątyni wykonany został z XIX-wiecznego prawosławnego ikonostasu. Pierwotnie znajdujące się w nim wizerunki zastąpiono figurą patrona kościoła, zasłanianą XIX-wiecznym obrazem Przemienienia Pańskiego, oraz reprodukcjami obrazów św. Teresy z Lisieux i św. Józefa. Nadto na wyposażeniu kościoła pozostaje ikona maryjna, otoczona elementami dawnych carskich wrót, krucyfiks z XVIII w., XIX-wieczne obrazy świętych archaniołów Michała i Gabriela oraz obraz Trójcy Świętej, który może być unicką ikoną. Z drewna ikonostasu wykonano również konfesjonał i chrzcielnicę, poza nimi na wyposażeniu kościoła znajduje się ambona z baldachimem oraz XVIII-wieczny feretron z postaciami Matki Bożej i św. Jozafata.